# Tuālāuta County
Tuālāuta County är ett county i Amerikanska Samoa (USA).   Det ligger i distriktet Västra distriktet, i den västra delen av landet, 10 km söder om huvudstaden Pago Pago.